# Westhausen (Württemberg)
Westhausen település Németországban, azon belül Baden-Württembergben. 

## Népesség
A település népessége az elmúlt években az alábbi módon változott:
| Lakosok száma | 3686 | 4298 | 4719 | 5033 | 5115 | 5566 | 5832 | 5937 | 5914 | 6249 |
|               | 1961 | 1968 | 1974 | 1981 | 1988 | 1994 | 2001 | 2008 | 2014 | 2023 |

## Fekvése
Ellwangentől délkeletre fekvő település.

## Története
Westhausent valószínűleg a kora középkorban, 700 és 900 között a frankok alapították. Neve először 1136-ban az Ellwangenben monostorral kapcsolatban tűnt fel.

## Nevezetességek
- St. Maurice katolikus templom
- Városháza

## Itt születtek, itt éltek
- Franz Feilmayr (1870-1934), politikus, a Reichstag tagja; itt született a Westerhofen kerületben.
- Markus Elmer (született 1952), focista
- Max Seckler (* 1927), teológus

## Galéria

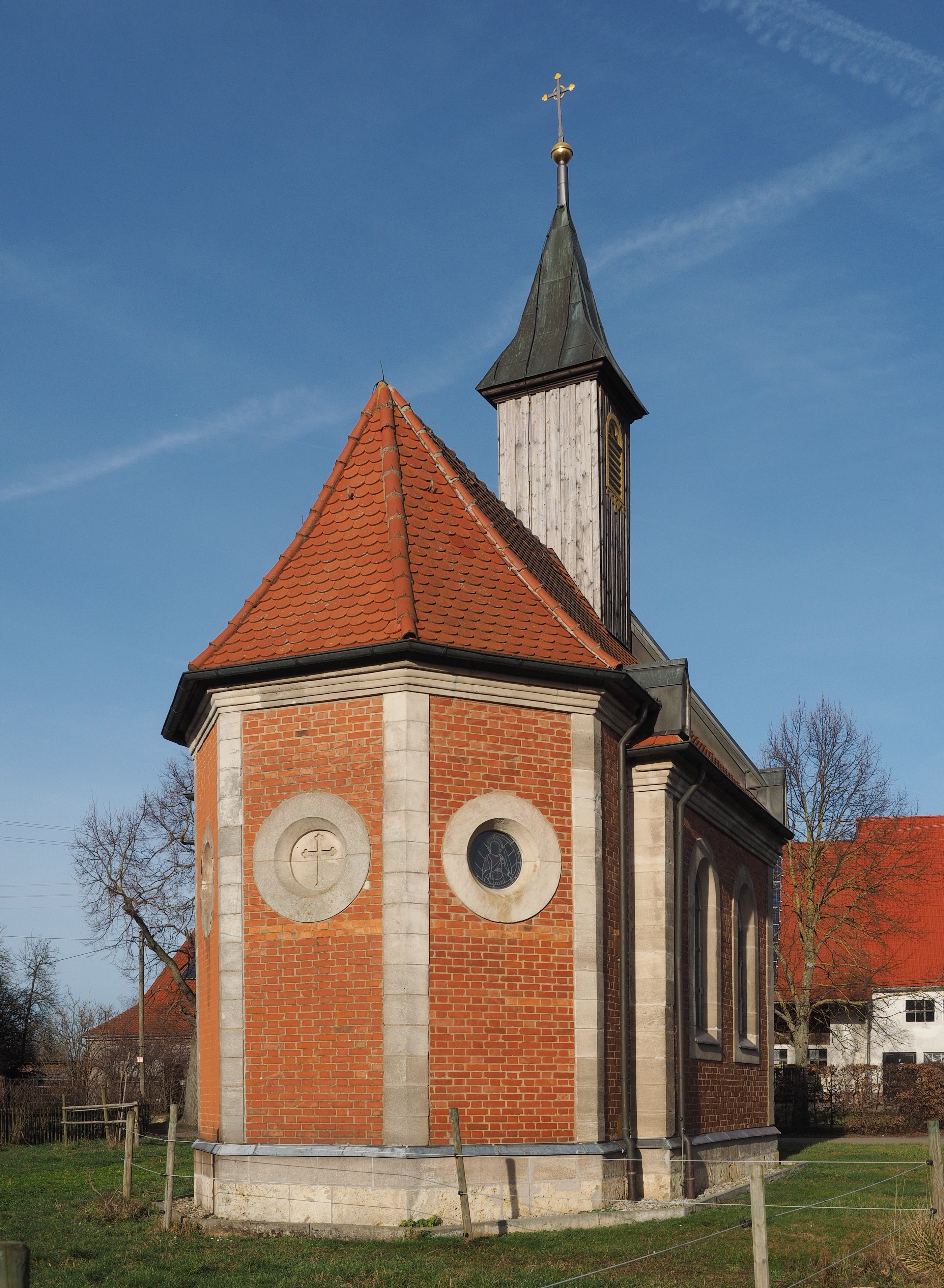
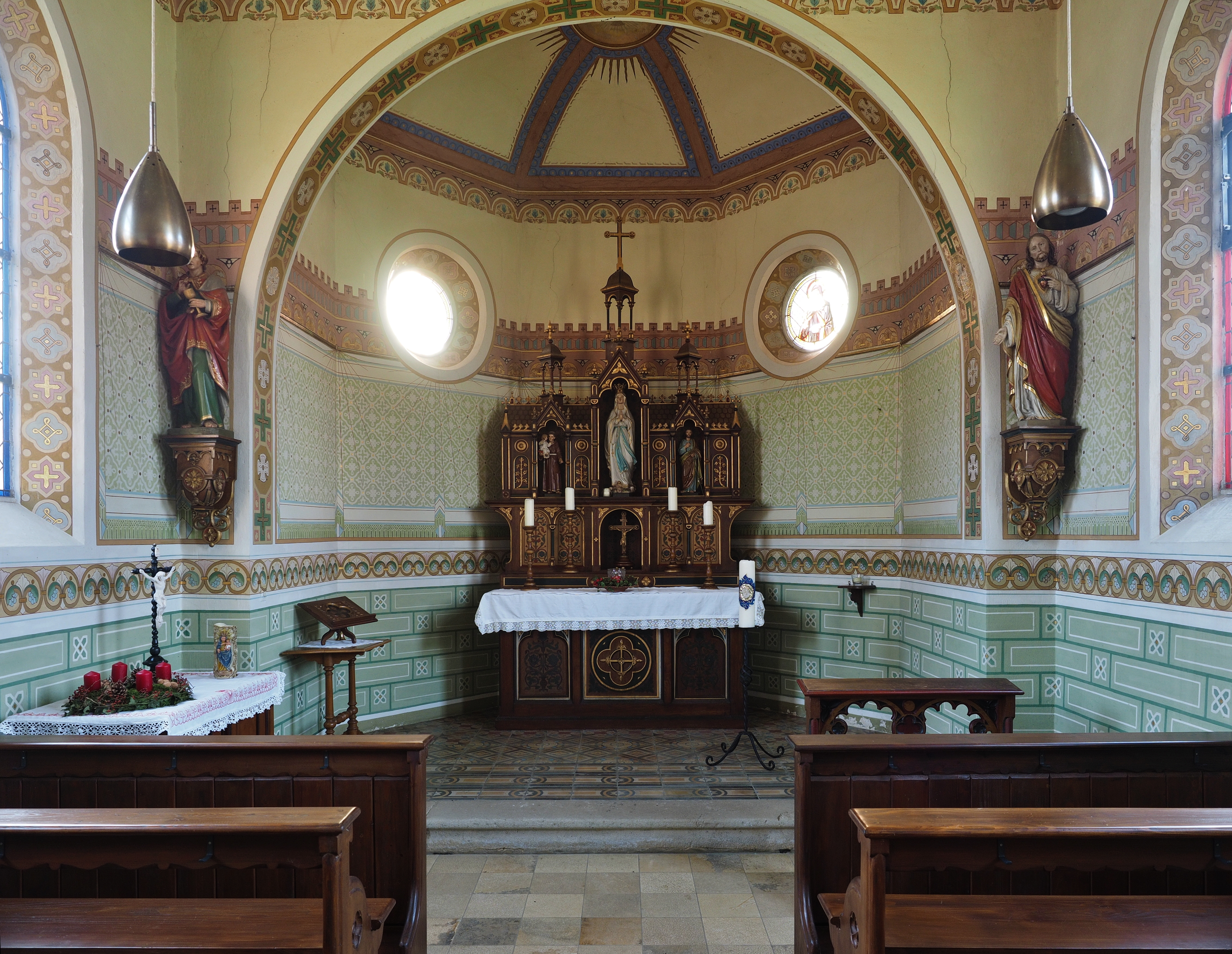
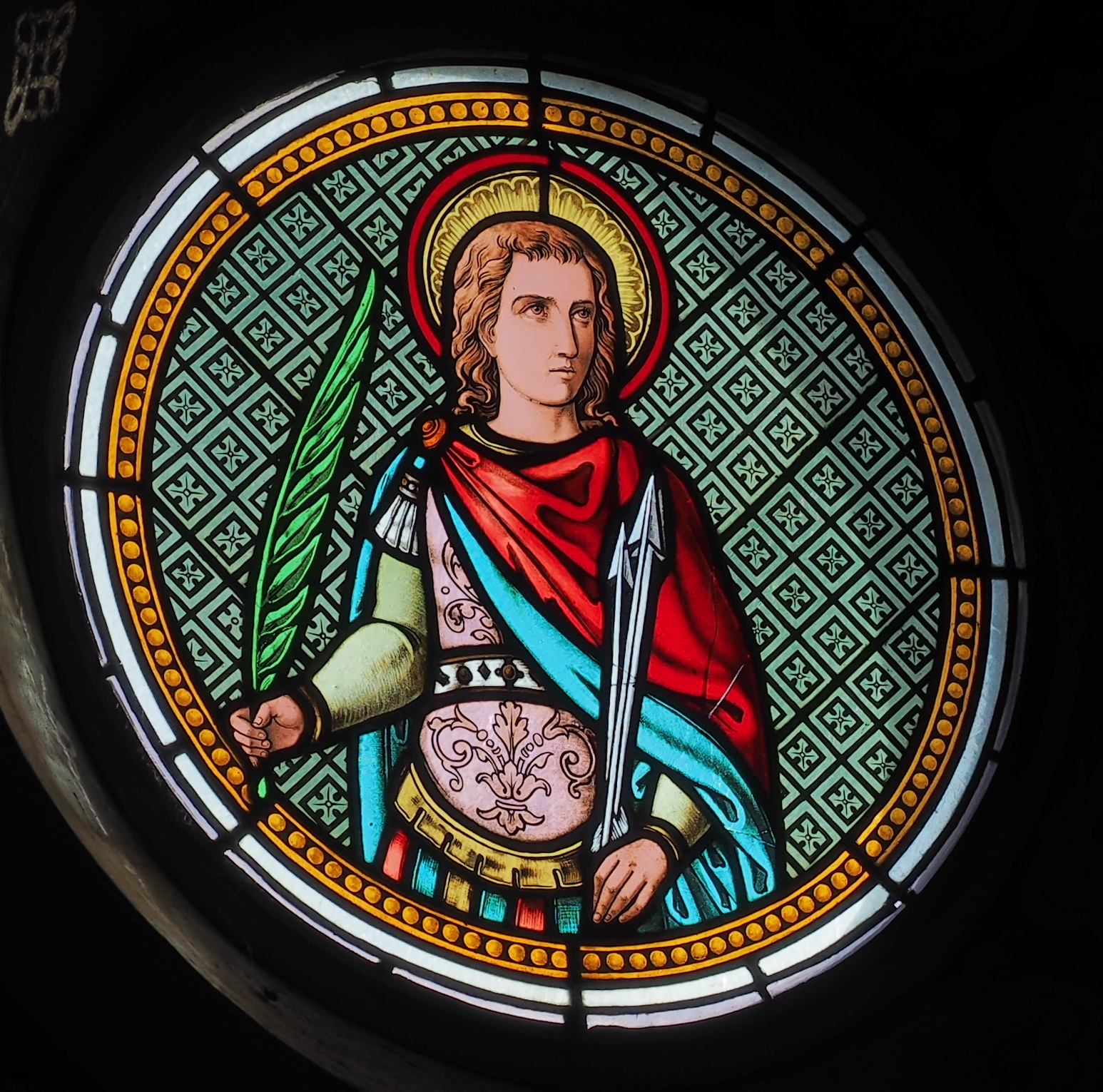
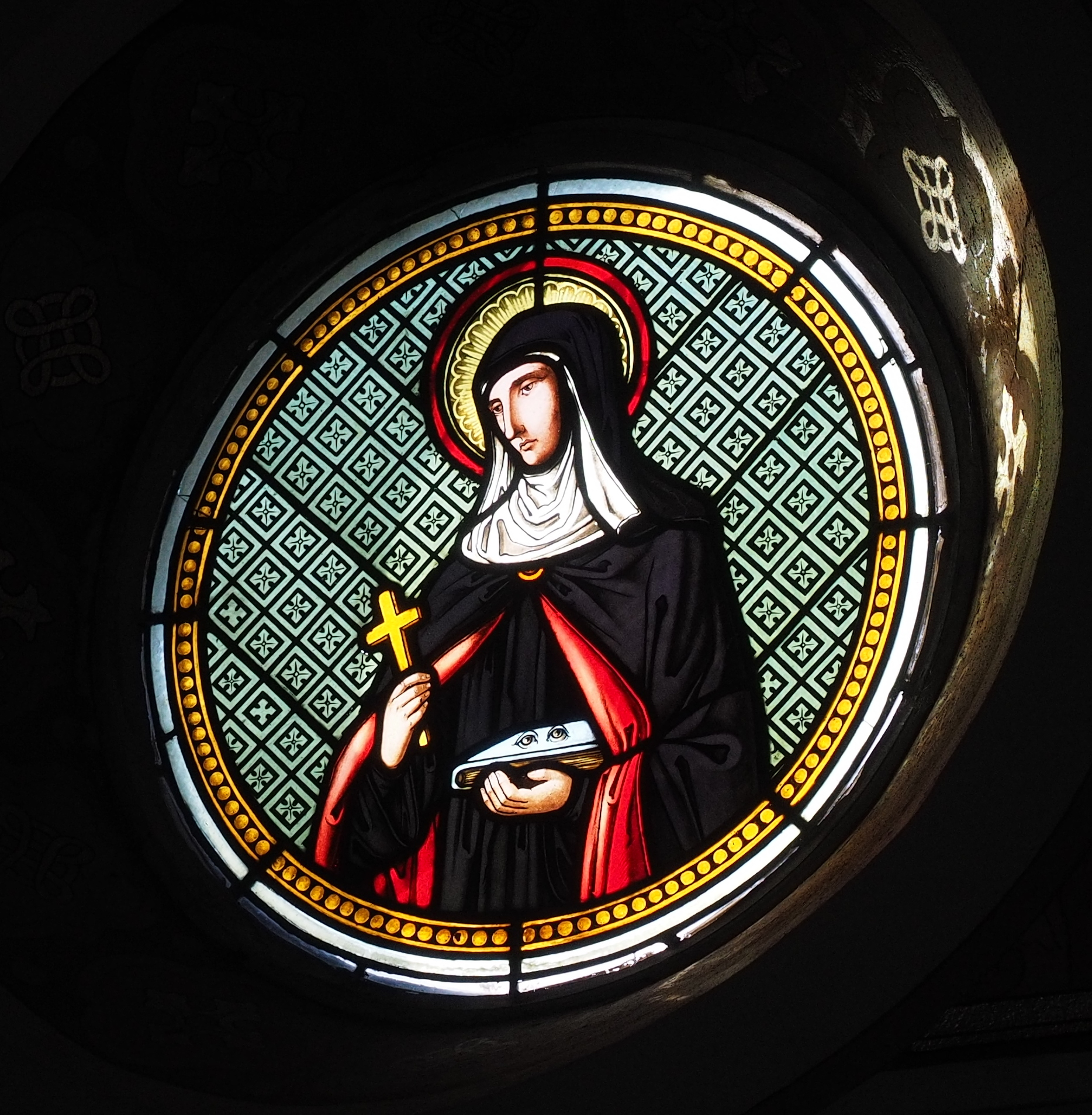
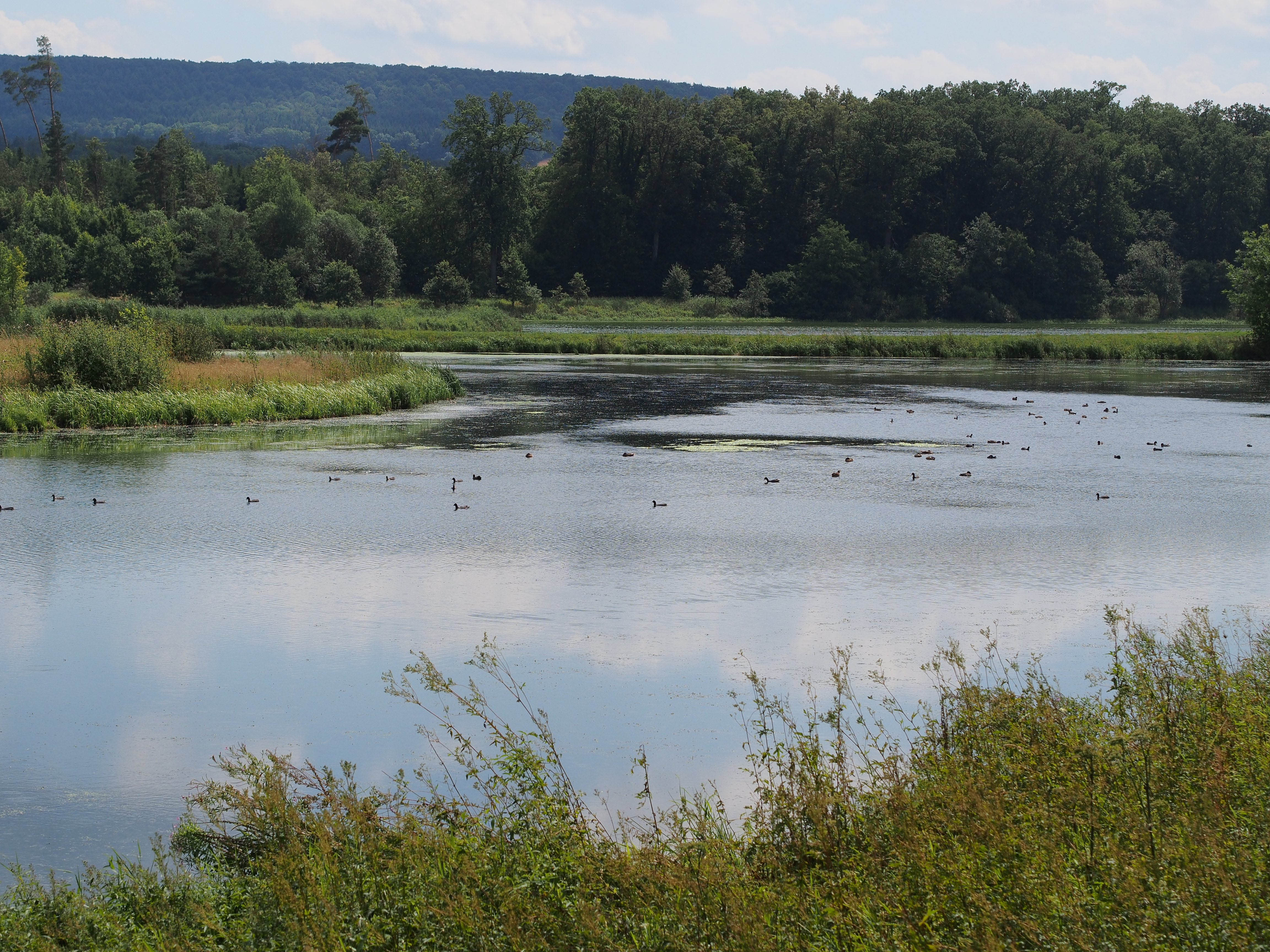
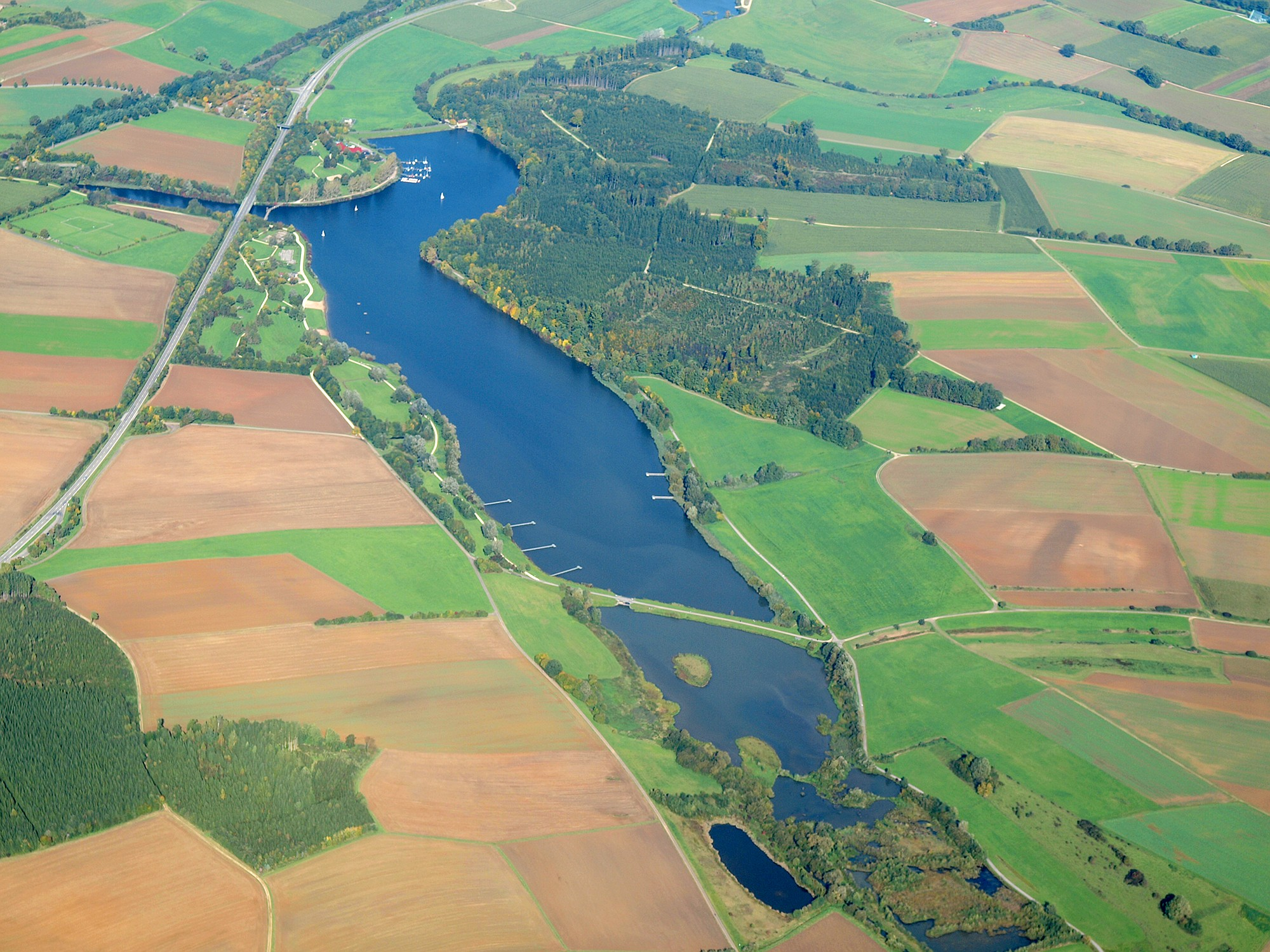